# Disphragis viridiana
Disphragis viridiana är en fjärilsart som beskrevs av Jones 1912. Disphragis viridiana ingår i släktet Disphragis och familjen tandspinnare. Inga underarter finns listade i Catalogue of Life.